# Metzgeria violacea
Metzgeria violacea är en bladmossart som först beskrevs av Erik Acharius och F.Weber et D.Mohr, och fick sitt nu gällande namn av Barthélemy Charles Joseph Dumortier. Metzgeria violacea ingår i släktet bandmossor, och familjen Metzgeriaceae. Inga underarter finns listade i Catalogue of Life.